# الجلوب (النادرة)

تعديل مصدري - تعديل

الجلوب هي إحدى قرى عزلة مقنع الأعلى بمديرية النادرة التابعة لمحافظة إب، بلغ تعداد سكانها 627 نسمة حسب تعداد اليمن لعام 2004.